# Relations entre l'Azerbaïdjan et la Turquie
Les relations entre l'Azerbaïdjan et la Turquie ont toujours été très fortes. Les deux États s'étant mutuellement décrits comme « une seule nation, deux États » (en turc : bir millet, iki devlet et en azerbaïdjanais : bir millət, iki dövlət). La Turquie a été le premier État du monde à avoir reconnu l'indépendance de l'Azerbaïdjan à la suite de la dissolution de l'URSS en 1991. Les deux pays entretiennent ainsi une coopération économique et militaire très étroite.
Les deux pays font partie du conseil turcique, organisation internationale regroupant les pays turcophones.

## Relations diplomatiques
Les relations diplomatiques entre deux pays ont été établies le 14 janvier 1992. La relation entre l'Azerbaïdjan et la Turquie est multifacette et au niveau stratégique.  
Les réunions trilatérales Turquie-Azerbaïdjan-Géorgie, Turquie-Azerbaïdjan-Iran et Turquie-Azerbaïdjan-Turkménistan sont des mécanismes importants pour la stabilité, la paix et la prospérité régionales. Les réunions trilatérales Turquie-Azerbaïdjan-Géorgie et Turquie-Azerbaïdjan-Turkménistan sont élevées au niveau des présidents.

### Ambassades et consulats
L'ambassade de Turquie est située dans la capitale de l'Azerbaïdjan, à Bakou. Deux consulats généraux de la Turquie sont situés à Nakhchivan et à Ganja. L'Azerbaïdjan est représentée par son ambassade à Ankara et deux consulats généraux à Istanbul et à Kars.

## Coopération militaire
La coopération militaire entre l'Azerbaïdjan et la Turquie a d'abord émergé en 1992, avec un accord signé entre les gouvernements azerbaïdjanais et turc sur l'éducation militaire. Depuis lors, les gouvernements azerbaïdjanais et turc ont étroitement coopéré à la défense et à la sécurité.
En juin 2010, la société azerbaïdjanaise Azersimtel a annoncé qu'elle avait conclu un accord avec la Société turque de l'industrie mécanique et chimique pour le lancement d'une installation militaire conjointe. Selon le ministre turc de la Défense, Vecdi Gonul, l'assistance militaire turque à l'Azerbaïdjan a dépassé 200 millions de dollars en 2010. Au cours de la première phase de production, la société devrait produire une entreprise de fabrication d'armes pour les forces armées azerbaïdjanaises.
En décembre 2010, les deux pays ont signé la gamme des traités qui s'entendent mutuellement en cas de crise des forces étrangères. Le traité est valable pour 10 ans. En outre, le mandat a été prolongé de 10 ans si, au cours des 6 derniers mois, il n’a pas été notifié de mettre fin au traité.
Plus de 20 entreprises turques de l'industrie de la défense ont des relations commerciales avec l'Azerbaïdjan.
Le 29 janvier 2013, TAKM (Organisation des forces de l'ordre eurasiennes dotées du statut militaire) a été créée en tant qu'organisation intergouvernementale chargée de l'application de la loi (gendarmerie) militaire de trois pays turcophones (Azerbaïdjan, Kirghizistan et Turquie) et de la Mongolie.

## Relations économiques
Dans les années 2000, l'Azerbaïdjan est devenu un marché important pour les produits turcs. Les exportations annuelles turques vers l'Azerbaïdjan pour 2001-2011 sont passées de 225 millions de dollars à 2064 millions de dollars.
Le 14 décembre 2022, à la suite de négociations trilatérales dans la ville de Türkmenbaşy entre l'Azerbaïdjan, la Turquie et le Turkménistan, un accord intergouvernemental de coopération commerciale et économique, un programme-cadre intergouvernemental de coopération dans les domaines de la science, de l'éducation et de la culture, un protocole d'accord intergouvernemental sur la mise en place d'une commission consultative mixte de coopération douanière, un protocole d'accord interministériel sur le développement de la coopération dans le domaine de l'énergie, ainsi qu'un protocole d'accord interministériel sur le développement de la coopération dans le domaine des transports ont été signés.
L'Azerbaïdjan s'est classé parmi les trois premiers fournisseurs de gaz à la Turquie en 2023, lui vendant 10,25 milliards de mètres cubes (mmc), soit 20,32 % du volume total de gaz reçu par la Turquie de tous les fournisseurs, indique un rapport de l'Autorité turque de régulation du marché de l'énergie (EPDK). Les données du rapport de l'EPDK montrent que le volume de gaz fourni par l'Azerbaïdjan à la Turquie en 2023 a dépassé de 17,8 % le chiffre de 2022.
Le volume de transport de pétrole brut vers la Turquie via l'oléoduc Bakou-Tbilissi-Ceyhan s'est élevé à 18,494 millions de barils en mars 2021, contre 19,609 millions de barils en mars 2020, selon un rapport publié par société turque BOTAS. Les importations de pétrole de la Turquie via le BTC étaient égales à 18,967 millions de barils en janvier 2021 et à 14,537 millions de barils en février.

## Base militaire de Nakhitchevan
La doctrine militaire azerbaïdjanaise adoptée en 2010 autorise l'installation de bases militaires étrangères en Azerbaïdjan, ce qui a permis de spéculer sur le fait que la Turquie pourrait cantonner ses troupes dans la région de Nakhitchevan, une enclave azerbaïdjanaise entourée par l'Arménie et la Turquie. L’Azerbaïdjan maintient une base à Nakhitchevan qui a reçu un important soutien de la part de la Turquie, mais aucune information officielle n’est disponible sur l’ampleur de la coopération militaire entre les deux pays de l’exclave.

## Relations récentes

### Visite du Premier ministre turc à Bakou en 2009
Le Premier ministre turc, Recep Tayyip Erdoğan, s'est rendu le 13 mai à Bakou avec une délégation composée du ministre de l'Énergie, Taner Yıldız, du ministre des Affaires étrangères, Ahmet Davutoğlu, du ministre du Commerce extérieur, Zafer Çağlayan, du ministre des Transports, Binali Yıldrım et du ministre de la Culture et du Tourisme, Ertuğrul Günay, pour réaffirmer les liens deux pays.
Recep Tayyip Erdoğan s'est rendu à Sotchi, en Russie, pour une «visite de travail» avec le Premier ministre russe, Vladimir Poutine, au cours de laquelle il a déclaré: «La Turquie et la Russie ont des responsabilités dans la région. Nous devons prendre des mesures pour la paix et le bien-être de la région. Cela inclut le problème du Haut-Karabakh, le différend du Moyen-Orient, le problème de Chypre. "Poutine a répondu:" La Russie et la Turquie cherchent à résoudre ces problèmes et faciliteront cela à tous les égards. - et le problème du Karabakh est au nombre de ces problèmes - un compromis devrait être trouvé par les participants au conflit. D'autres États qui aident à parvenir à un compromis sur cet aspect peuvent jouer le rôle de médiateurs et de garants dans la mise en œuvre des accords signés. ”  

### Visite des ministres des Affaires étrangères de Turquie à Bakou en 2009
Le ministre suisse des Affaires étrangères, Michael Ambühl, a informé le ministre azerbaïdjanais des Affaires étrangères, Elmar Mammadyarov, des négociations en cours sur la normalisation arméno-turque, lors d'une réunion le 18 mai à Bakou. Mammadyarov a déclaré: "Les derniers développements ont montré qu'il était impossible de réaliser des progrès dans le maintien de la stabilité et de la sécurité dans la région sans prendre en compte la position de l'Azerbaïdjan et sans solution du conflit du Haut-Karabakh".
Le ministre turc des Affaires étrangères, Davutoğlu, a rencontré Mammadyarov en marge du Conseil des ministres des Affaires étrangères de l'Organisation de la conférence islamique (OCI), le 23 mai 2009.

## Récentes relations et guerre du Haut-Karabakh 2020

### Soutien dans les tensions de la Turquie avec la Grèce.
Au milieu des tensions entre la Turquie et la Grèce en Méditerranée orientale qui ont éclaté à l'été 2020, le président azerbaïdjanais Ilham Aliyev a juré de "soutenir la Turquie en toutes circonstances sans aucune hésitation". Aliyev a fait ces remarques tout en acceptant les lettres de créance du nouvel ambassadeur de Grèce en Azerbaïdjan, Nikolaos Piperigos, lors d'un événement dans la capitale Bakou en septembre 2020. Aliyev a déclaré: «Nous soutenons la Turquie sur toutes les questions, y compris la question du renseignement en Méditerranée orientale. " 
Le président turc Recep Tayyip Erdogan a déclaré qu'Ankara continuerait également de soutenir Bakou et que l'amitié entre les deux pays était éternelle.

### Les relations énergétiques.
Depuis août 2020, l'Azerbaïdjan est devenu le principal fournisseur de gaz de la Turquie, ce qui s'inscrit dans les efforts de la Turquie ces dernières années pour réduire sa dépendance au gaz russe.

### Les relations commerciales.
Le 11 septembre 2020, le ministre turc du Commerce, Ruhsar Pekcan, a déclaré que la Turquie entendait signer un accord de libre-échange avec l'Azerbaïdjan et augmenter le chiffre d'affaires commercial entre les deux pays. Notant que le chiffre d'affaires du commerce entre les deux pays en 2019 s'élevait à 4,4 milliards de dollars, elle a précisé que ce chiffre ne reflète pas le potentiel réel des deux pays. Plus tôt dans l'année, le 25 février, l'Azerbaïdjan et la Turquie ont signé l'accord commercial préférentiel qui vise à redoubler d'efforts pour porter leur volume commercial à 15 milliards de dollars.

### Guerre de 2020 au Haut-Karabagh
La Turquie fut le premier pays à soutenir l'Azerbaïdjan le 27 septembre 2020 lors de la seconde guerre du Haut-Karabagh. Durant le conflit entre l'Artsakh et l'Azerbaïdjan, la Turquie n'a pas cessé d'apporter son soutien à l'Azerbaïdjan.
La Turquie a affiché à plusieurs reprises son soutien à son allié et pays "frère", de nombreuses visites diplomatiques du ministre des affaires étrangères turcs Mevlut Cavusgolu ont eu lieu en Azerbaïdjan afin de réaffirmer le soutien de la Turquie.
« Nous sommes une nouvelle fois à Bakou avec nos frères, pour renouveler notre solide soutien au cher Azerbaïdjan et échanger (les points de vue) sur les derniers développements au Nagorny Karabakh », a affirmé Mevlut Cavusoglu sur Twitter.
De plus, les drones fournis à l'armée azerbaïdjanaise ont changé la donne de la guerre, le président Azerbaïdjanais Ilham Aliyev a souligné à plusieurs reprises l'importance des drones turcs lors du conflit.
Tous les partis politiques turcs à l'exception du parti pro-kurde, HDP ont apporté leur soutien à l'Azerbaïdjan, de nombreuses célébrations ont également eu lieu en Turquie pour célébrer la victoire militaire de l'Azerbaïdjan.
Le président turc a également félicité son homologue azerbaïdjanais, le Chef d'Etat azerbaïdjanais a profité de cet échange pour remercier une nouvelle fois le Président Erdogan et le peuple turc pour leurs soutiens" politique et moral" en période de guerre, tout en soulignant les liens de fraternité et d'amitié entre les deux Etats.

## Déclarations communes
L'Azerbaïdjan et la Turquie ont signé la Déclaration de Choucha sur les relations d’alliance.